# Ludovike Simanowiz
Kunigunde Sophie Ludovike Simanowiz (Schorndorf, 21 de fevereiro de 1759 - Ludwigsburg, 3 de setembro de 1827) foi uma pintora de retratos alemã no estilo clássico.